# Nils Ullgren
Nils Gabriel Ullgren, född 27 april 1942 i Helsingborgs Maria församling i Malmöhus län, är en svensk militär.

## Biografi
Ullgren avlade officersexamen vid Krigsflygskolan 1967 och utnämndes samma år till fänrik vid Göta flygflottilj. Han blev 1969 löjtnant vid Skaraborgs flygflottilj och var lärare och kurschef vid Roslagens flygkår 1969–1972. År 1972 befordrades han till kapten, varefter han tjänstgjorde vid Flygvapnets Södertörnsskolor 1972–1975 och gick Högre kusen på Flyglinjen på Militärhögskolan 1975–1977. Han var detaljchef vid Personalavdelningen på Flygstaben från 1977 och befordrades till major 1978. År 1983 befordrades han till överstelöjtnant, varpå han var chef för Basenheten vid Skaraborgs flygflottilj 1984–1988, stabschef vid Västgöta flygflottilj 1988–1989, stabschef vid Skaraborgs flygflottilj 1989–1991 och chef för Personalledningssektion 2 i Flygstaben 1991–1993. År 1993 befordrades han till överste, varefter han var chef för Personalavdelningen i Flygstaben 1993–1994, chef för Personalvillkorssektionen i Personalavdelningen i Gemensamma staben i Högkvarteret 1994–1997, stabschef vid Mellersta flygkommandot 1997–2000 och chef för Samordningsavdelningen i Flygtaktiska kommandot i Högkvarteret 2000–2001.